# Fantasia (Reiterspiele)

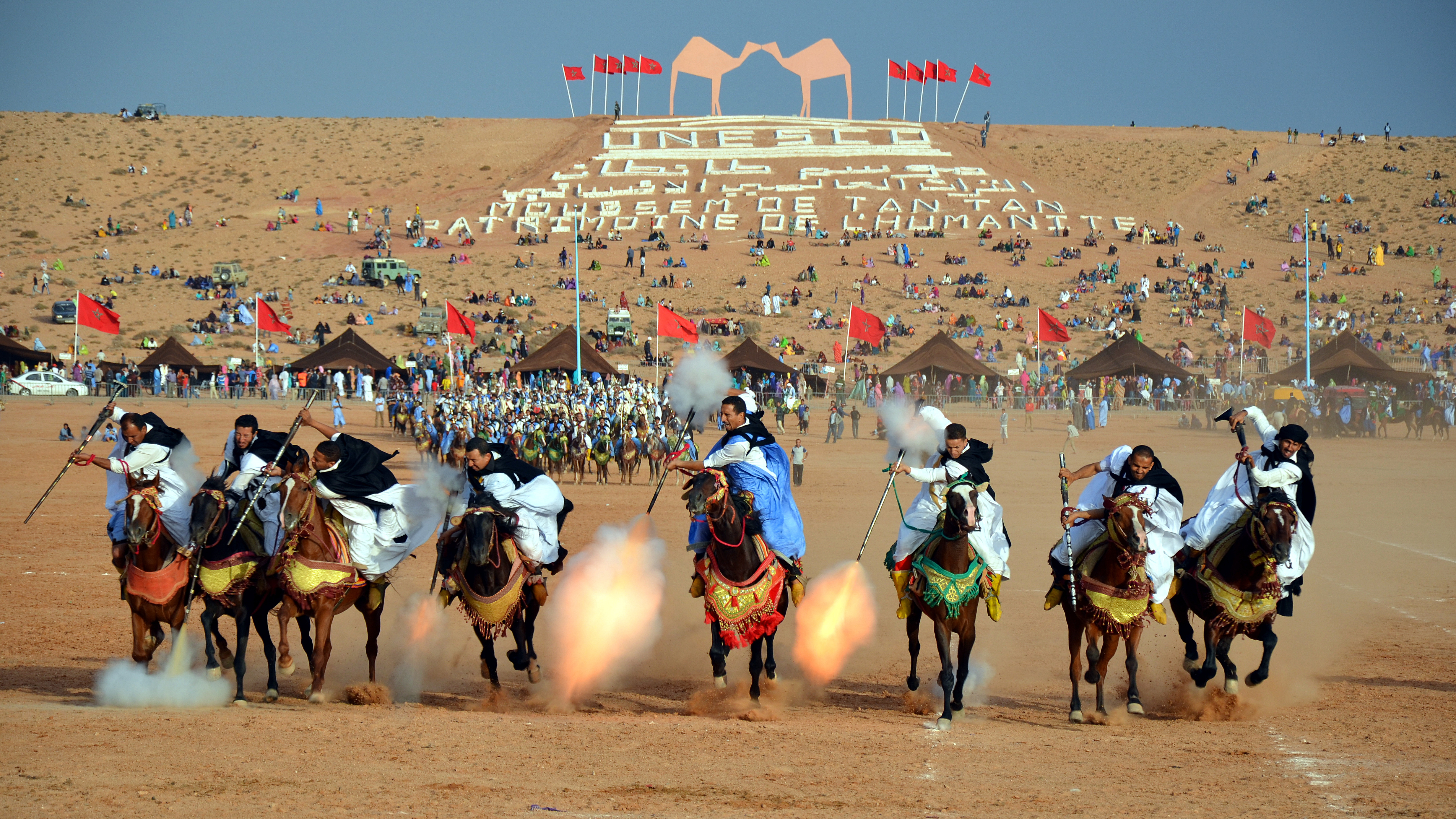
Tbourida in Tan-Tan (Marokko)

Fantasia (Zentralatlas-Tamazight ⵜⴰⴼⵔⴰⵡⵜ Tafrawt) ist ein traditioneller Pferdesport, der während kultureller Veranstaltungen im Maghreb, vor allem in Algerien und Marokko, durchgeführt wird. Sie kann auch im Zusammenhang mit Viehmärkten oder traditionellen Berber-Hochzeiten abgehalten werden.
Fantasia ist der europäische Begriff; im arabischen Raum wird die Veranstaltung als Laâb el-baroud (arabisch لعب البارود), zu Deutsch "Spiel des Pulvers" (womit Schwarzpulver gemeint ist) oder Laâb el-kheil (arabisch لعب الخيل) – "Spiel der Pferde" bezeichnet.
In Marokko ist sie auch als Tbourida bekannt und wurde 2021 in die UNESCO-Liste des immateriellen Kulturerbes der Menschheit aufgenommen.

## Ablauf
Die Fantasia wird von einer Gruppe von Reitern in traditionellen Gewändern auf in der Regel Berber-Rassepferden durchgeführt, die in einer geraden Linie nebeneinander mit gleich hoher Geschwindigkeit galoppieren. Am Ende der ca. 200 m langen Strecke feuern die Reiter gleichzeitig mit meist historischen Gewehren in die Luft. Die Schwierigkeit der Darstellung besteht in der Synchronisation sowohl des Ritts als auch vor allem am Ende der Schüsse, so dass idealerweise nur ein einziger Knall zu hören ist.
Die Veranstaltung wurde durch die historische Angriffsform der Berber inspiriert. Heutzutage wird die Fantasia als Brauchtum und Kampfsport gesehen und symbolisiert neben der traditionellen Verbundenheit auch die Verbindung zwischen Mann (Reiterinnen sind praktisch unbekannt) und Pferd.
Jede Region in Marokko hat eine oder mehrere – serba genannte – Fantasia-Gruppen mit zusammen mehreren tausend Reitern. Die Veranstaltungen finden meist innerhalb lokaler kultureller oder religiöser Festivals (moussems) statt; teilweise werden sie auch von auf Touristen spezialisierten Restaurants organisiert.

## Fantasia in der Kunst

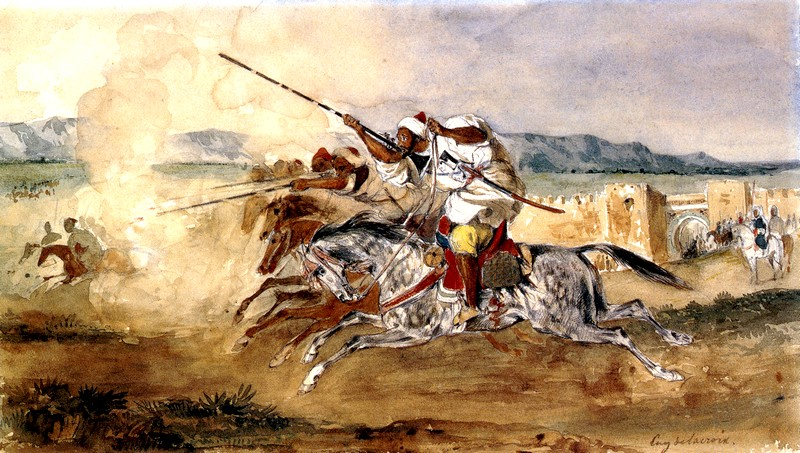
Fantasia ou Jeu de la poudre, devant la porte d’entrée de la ville de Méquinez von Eugène Delacroix, 1832

Im Rahmen des Orientalismus war die Fantasia ein beliebtes Thema westlicher – vor allem französischer – Maler, darunter Eugène Delacroix, Étienne Dinet, Marià Fortuny und Eugène Fromentin.
Eugène Delacroix war der erste westliche Maler, der eine Fantasia darstellte. Das Thema findet sich als Sinnbild für Geschichte und Kampf in einer Vielzahl seiner zwischen 1833 und 1847 entstandenen Bilder wieder, welche auf der Basis von Skizzen seiner Marokkoreise 1832 (insbesondere nach Sidi Kacem, Ksar-el-Kebir und Meknès) entstanden.

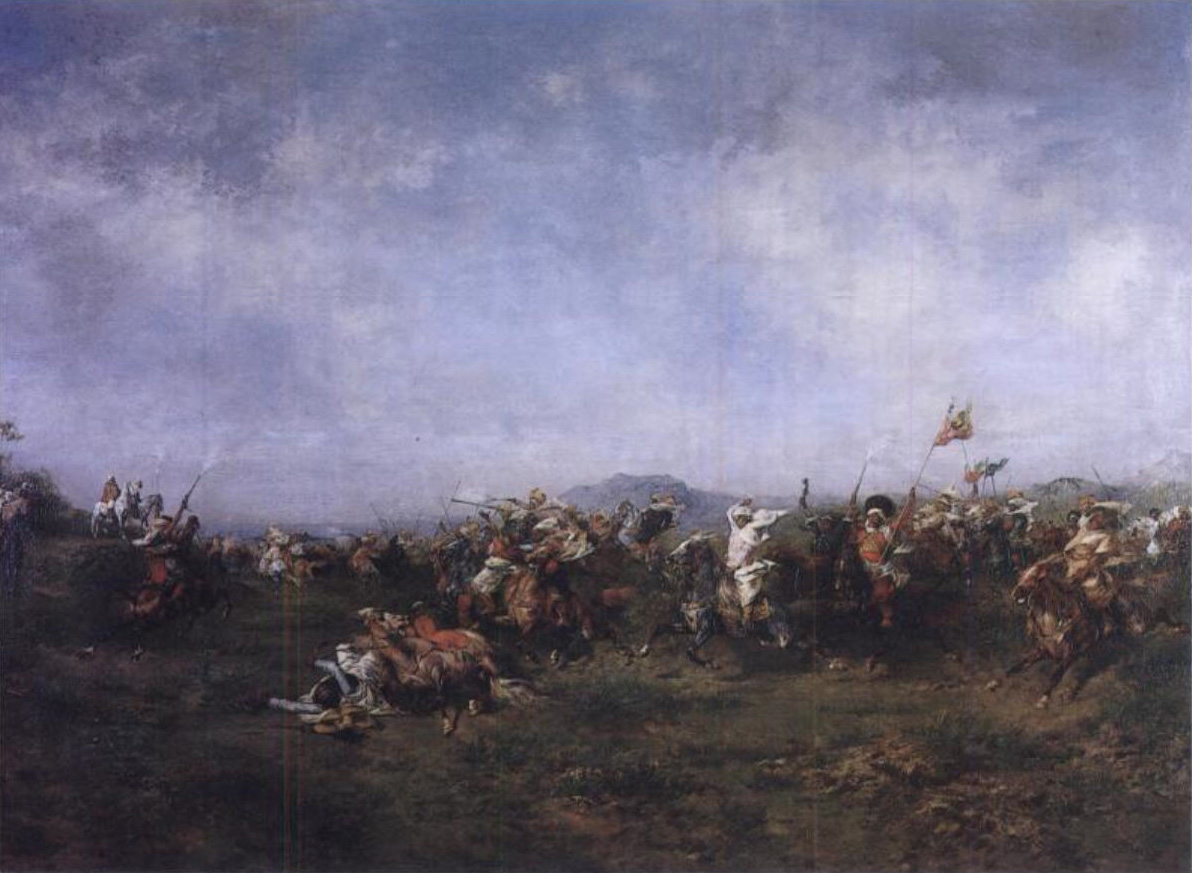
Fantasia : Algérie von Eugène Fromentin, 1869.
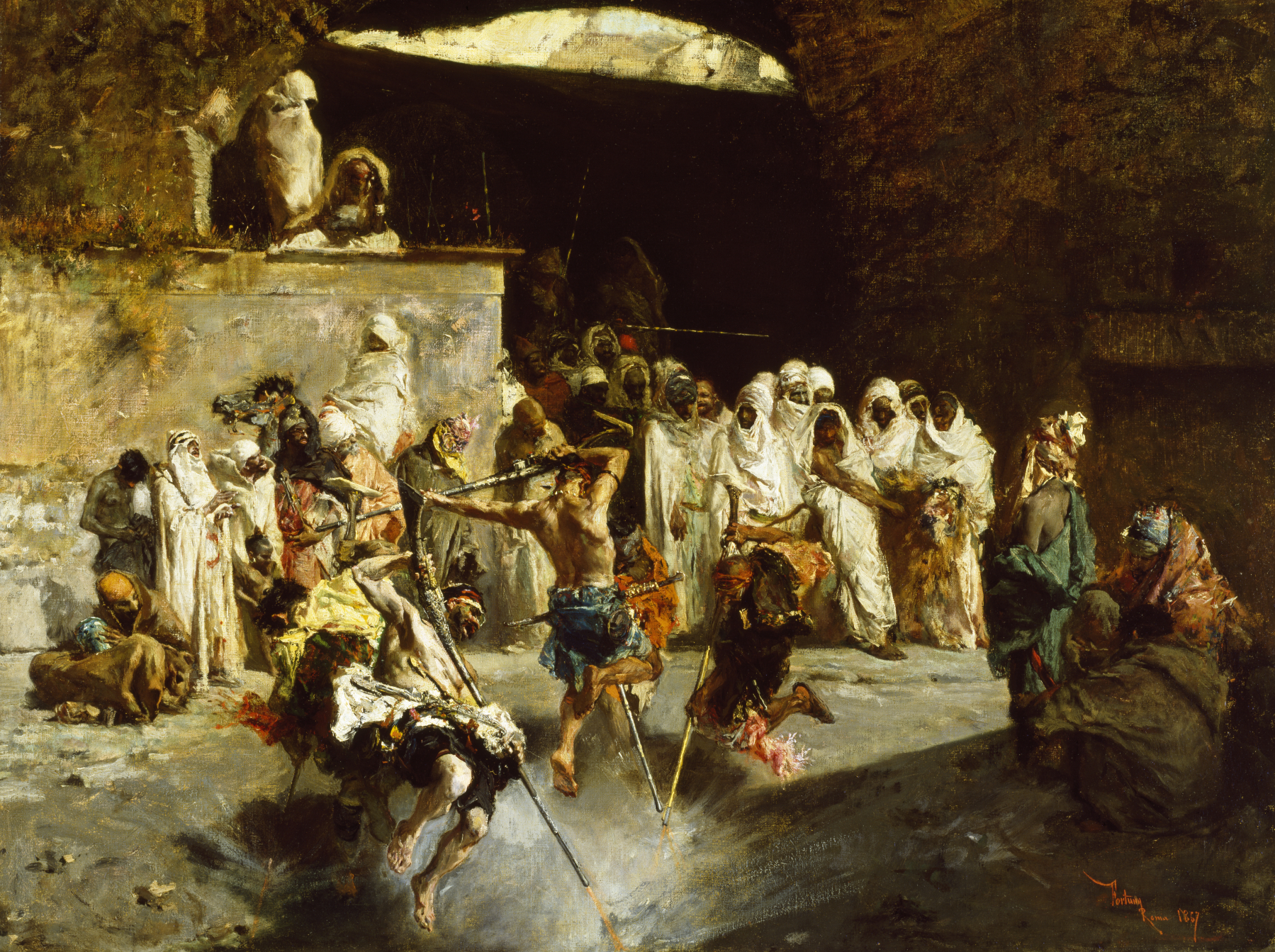
Fantasia arabe von Marià Fortuny (1867).
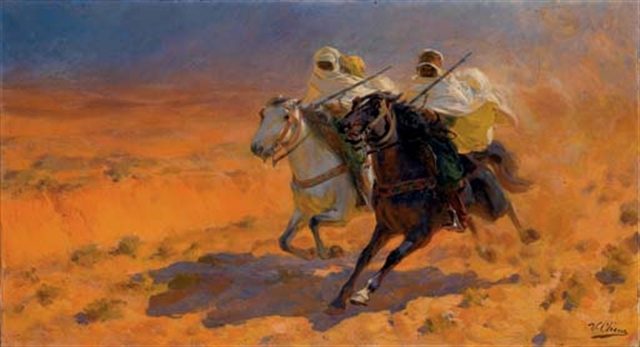
Fantasia von Ulpiano Checa y Sanz (1860–1916).
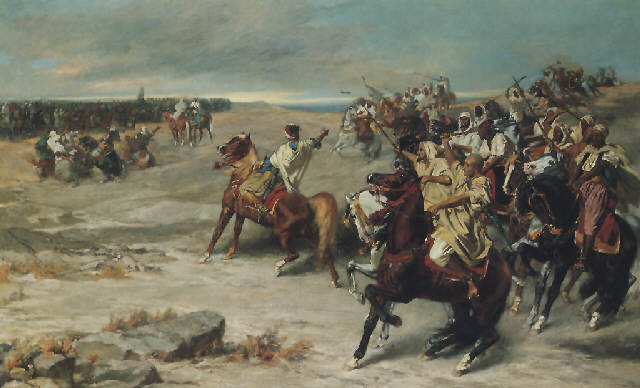
Fantasia von Otto von Faber du Faur (1883).
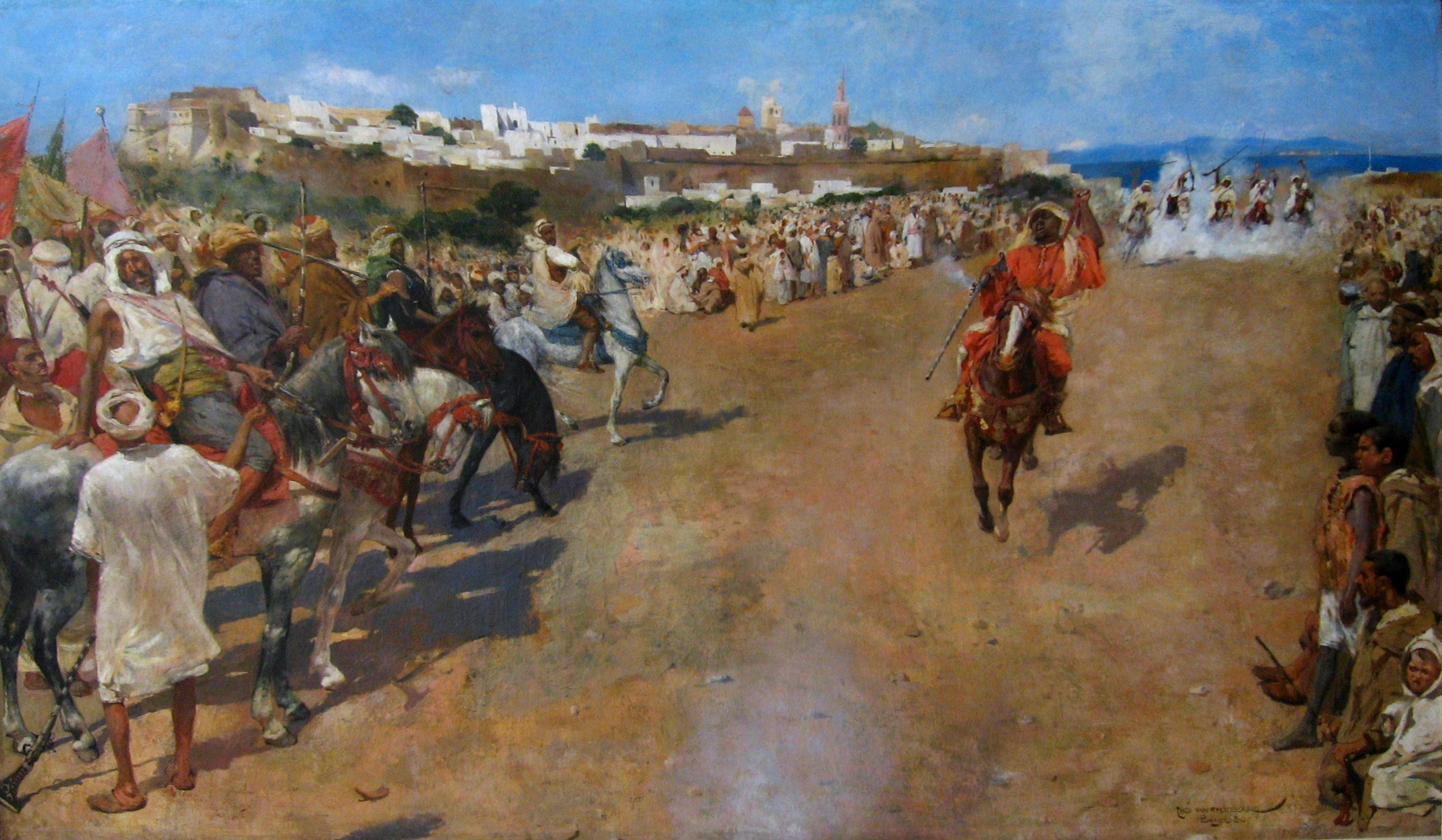
Fantasia arabe von Théo van Rysselberghe (1884).
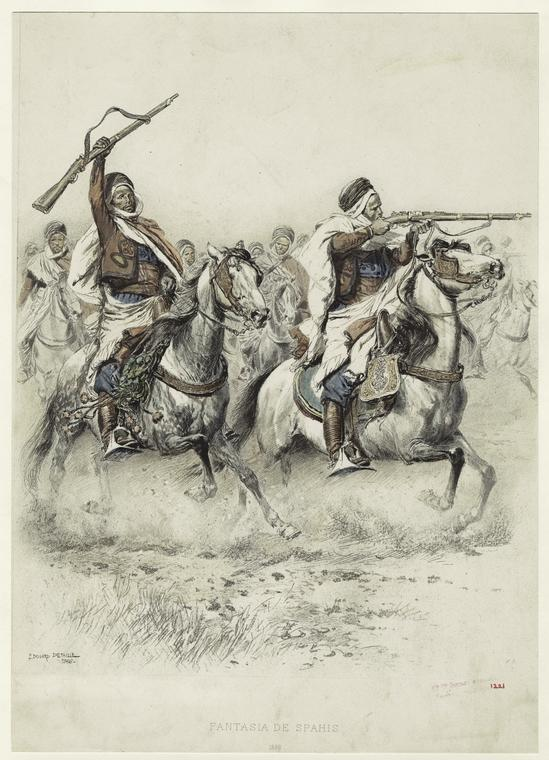
Fantasia de Spahis von Édouard Detaille (1886).